# Шеллі-Енн Фрейзер-Прайс
Шеллі-Енн Фрейзер-Прайс (англ. Shelly-Ann Fraser-Pryce; нар. 27 грудня 1986) — ямайська легкоатлетка, яка спеціалізується у бігу на короткі дистанції.

## Із життєпису
Дворазова олімпійська чемпіонка (2008, 2012), срібна (2021) та бронзова (2016) олімпійська медалістка у бігу на 100 метрів.
Олімпійська чемпіонка (2021) та дворазова срібна олімпійська медалістка (2012, 2016) в естафеті 4×100 метрів .
Срібна олімпійська медалістка (2012) та фіналістка (4-е місце 2021 року) у бігу на 200 метрів.
Чотириразова чемпіонка світу в бігу на 100 метрів (2009, 2013, 2015, 2019).
Чемпіонка світу в бігу на 200 метрів (2013).
Чотириразова чемпіонка світу (2009, 2013, 2015, 2019) та двічі срібна призерка чемпіонатів світу (2007 (виступала в забігу), 2011) в естафеті 4×100 метрів.
Чемпіонка світу в приміщенні в бігу на 60 метрів (2014).
Двічі бронзова призерка Світових естафет ІААФ в естафеті 4×200 метрів (2014, 2019).
Переможниця двох Світових легкоатлетичних фіналів (2008, 2009).
Переможниця Діамантової ліги у бігу на 100 метрів (2012, 2013, 2015) та 200 метрів (2013).
Чемпіонка Панамериканських ігор у бігу на 200 метрів (2019).
Чемпіонка Ігор Співдружності в естафеті 4×100 метрів (2014).
Срібна призерка чемпіонату Північної та Центральної Америки та країн Карибського басейну з легкої атлетики в естафеті 4×100 метрів (2018).
Чемпіонка Ямайки у бігу на 100 метрів (2009, 2012, 2015, 2021) та 200 метрів (2012, 2013, 2021).
У січні 2011 взяла шлюб зі співвітчизником Джейсоном Прайсом (англ. Jason Pryce) та продовжила виступати під прізвищем «Фрейзер-Прайс». Подружжя виховує сина Зайона (англ. Zyon), який народився 2017 року.
Тренується під керівництвом Рейналдо Волкотта (англ. Reynaldo Walcott).

## Основні міжнародні виступи
| Рік  | Змагання                                                                | Місто          | Місце            | Дисципліна | Примітки         |
| ---- | ----------------------------------------------------------------------- | -------------- | ---------------- | ---------- | ---------------- |
| 2007 | Чемпіонат світу                                                         | Осака          | 2заб2            | 4×100 м    |                  |
| 2008 | Олімпійські ігри                                                        | Пекін          | 1                | 100 м      |                  |
| 2008 | 2                                                                       | 4×100 м        |                  |            |                  |
| 2009 | Чемпіонат світу                                                         | Берлін         | 1                | 100 м      |                  |
| 2009 | 1                                                                       | 4×100 м        |                  |            |                  |
| 2011 | Чемпіонат світу                                                         | Тегу           |                  | 100 м      |                  |
| 2011 | 2                                                                       | 4×100 м        |                  |            |                  |
| 2012 | Олімпійські ігри                                                        | Лондон         | 1                | 100 м      | Відео на YouTube |
| 2012 | 2                                                                       | 200 м          | Відео на YouTube |            |                  |
| 2012 | 2                                                                       | 4×100 м        | Відео на YouTube |            |                  |
| 2013 | Чемпіонат світу                                                         | Москва         | 1                | 100 м      | Відео на YouTube |
| 2013 | 1                                                                       | 200 м          | Відео на YouTube |            |                  |
| 2013 | 1                                                                       | 4×100 м        | Відео на YouTube |            |                  |
| 2014 | Чемпіонат світу в приміщенні                                            | Сопот          | 1                | 60 м       |                  |
| 2014 | Світові естафети                                                        | Нассау         | 3                | 4×200 м    |                  |
| 2014 | Ігри Співдружності                                                      | Глазго         | 2заб1            | 4×100 м    |                  |
| 2015 | Чемпіонат світу                                                         | Пекін          | 1                | 100 м      | Відео на YouTube |
| 2015 | 1                                                                       | 4×100 м        | Відео на YouTube |            |                  |
| 2016 | Олімпійські ігри                                                        | Ріо-де-Жанейро | 1                | 100 м      | Відео на YouTube |
| 2016 | 2                                                                       | 4×100 м        |                  |            |                  |
| 2018 | Чемпіонат Північної та Центральної Америки та країн Карибського басейну | Торонто        |                  | 100 м      |                  |
| 2018 | 2                                                                       | 4×100 м        |                  |            |                  |
| 2019 | Світові естафети                                                        | Йокогама       | 3                | 4×200 м    | Відео на YouTube |
| 2019 | Панамериканські ігри                                                    | Ліма           | 1                | 200 м      | Відео на YouTube |
| 2019 | Чемпіонат світу                                                         | Доха           | 1                | 100 м      | Відео на YouTube |
| 2019 | 1                                                                       | 4×100 м        | Відео на YouTube |            |                  |
| 2021 | Олімпійські ігри                                                        | Токіо          | 2                | 100 м      | Відео на YouTube |
| 2021 |                                                                         | 200 м          | Відео на YouTube |            |                  |
| 2021 | 1                                                                       | 4×100 м        | Відео на YouTube |            |                  |
| 2022 | Чемпіонат світу                                                         | Юджин          | 1                | 100 м      |                  |
| 2022 | Чемпіонат світу                                                         | Юджин          | 2                | 200 м      |                  |
| 2022 | Чемпіонат світу                                                         | Юджин          | 2                | 4×100 м    |                  |

## Визнання
- Орден Відзнаки[en] (2008)[5]
- Спортсменка року на Ямайці (2012, 2013, 2015, 2019)
- Легкоатлетка року ІААФ (2013)[6]